# Кетебаев, Камалбай
Камалбай Кетебаевич Кетебаев — советский хозяйственный, государственный и политический деятель.

## Биография
Родился в 1929 году в ауле Тан. Член КПСС.
С 1944 года — на хозяйственной, общественной и политической работе. В 1944—1990 гг. — колхозник, старший инспектор-экономист, начальник отдепа, заместитель начальника, начальник управления Минфина Казахской ССР, заместитель председателя Карагандинского CHX, министр местной промышленности и бытового обслуживания населения Казахской ССР, председатель Госплана Казахской ССР, министр местной промышленности Казахской ССР, начальник управления Минфина Казахской ССР.
Избирался депутатом Верховного Совета Казахской ССР 7-9-го созывов. Делегат XXIV съезда КПСС.
Умер в Алматы в 1999 году.
Именем Кетебаева названа улица в Кзыл-Орде.
Сын — Муратбек Камалбаевич Кетебаев — общественный деятель Казахстана.